# 549107 Hackitamás
549107 Hackitamás è un asteroide della fascia principale. Scoperto nel 2011, presenta un'orbita caratterizzata da un semiasse maggiore pari a 3,174985 UA e da un'eccentricità di 0,216067, inclinata di 14,796935° rispetto all'eclittica.